# Ober- und Unterkroppen
Ober- und Unterkroppen, auch Kroppin genannt, ist die Wüstung eines Doppeldorfes im Kroppental, eines Abschnitts des Wethautales zwischen Naumburg und Schönburg (Saale). Wenngleich die Dörfer bis zum 15. Jahrhundert wieder eingingen, blieben ihre Mühle und der Name Kroppental bis heute in Benutzung.

## Geographie
Das Kroppental bildet den nördlichsten, untersten Abschnitt der Wethau. Im Süden liegt die nach diesem Fluss benannte Gemeinde Wethau an der Bundesstraße 180/87, im Norden die Mündung der Wethau in die Saale. Das Tal wird seitlich begrenzt mit Hängen von ca. 50 m Höhe.. 
Die Dörfer Ober- und Unterkroppen erstreckten sich in ostwestlicher Richtung eng aneinander grenzend, sodass nur ihre Umfriedung sie trennte. 
Die Flur der Dörfer Kroppen betrug ungefähr 730 Morgen. Sie unterstand der Gerichtsbarkeit des Burggrafen von Schönburg.

## Geschichte
Ober- und Unterkroppen waren Dörfer slawischer/wendischer Gründung (siehe Hochmittelalterliche Ostsiedlung). Sie teilten sich eine Wassermühle an der Wethau, die heute noch als Kroppenmühle existiert. Im Jahre 1304 wurden die Dörfer mit ihrer Mühle in einer Urkunde des Bischofs Ulrich I. erwähnt, der diese zusammen mit diversen landwirtschaftlichen Erzeugnissen dem Domkapitel zu Naumburg übereignete.
Durch Bischof Heinrich I. wurden die Güter wieder zurückgezogen, aber nach einer großzügigen Spende erneut dem Domkapitel gegeben. Zwischenzeitlich wurde die Mühle im Sächsischen Bruderkrieg zerstört, aber wieder aufgebaut und befindet sich bis heute im Privatbesitz.
Es ist nicht gesichert, wann Ober- und Unterkroppen verlassen wurden. Zuletzt im Jahre 1360 wird ein Kroppen inferior noch urkundlich erwähnt, aber nach dem Bruderkrieg endete die Erwähnungen ihrer Wirtschaftsleistung. Im Jahre 1483 wurden beide Dörfer Kroppen als wüst beschrieben.